# Karahan Tepe
Karahan Tepe és un jaciment arqueològic situat a la província de Şanlıurfa de Turquia. El jaciment d'unes 15 ha, és a prop de Göbekli Tepe i els arqueòlegs també hi han descobert pilars en forma de T. Segons el diari turc Daily Sabah, fins al 2020 les excavacions havien descobert 250 obeliscs amb figures d'animals.
Karahan Tepe només va ser habitat durant el Neolític preceràmic (9500 a 6400 aC). Els indicis semblen assenyalar que el període d'ocupació va ser més concretament entre el 8500 i el 8000 aC.

## Situació
El lloc es troba a prop del poble de Yağmurlu i aproximadament a 46 quilòmetres a l'est de Göbekli Tepe, que sovint se l'anomena el seu jaciment germà. Forma part del projecte Göbeklitepe Culture and Karahantepe Excavations. La zona és coneguda com "Keçili tepe" per la gent local.
Forma part d'una regió de jaciments similars, que tot just s'estan descobrint, coneguda com el Taş Tepeler.

## Descripció
Les antigues estructures de Karahan Tepe van ser descobertes el 1997 per investigadors prop del veïnat de Kargalı, al Parc Nacional de les Muntanyes de Tek Tek.

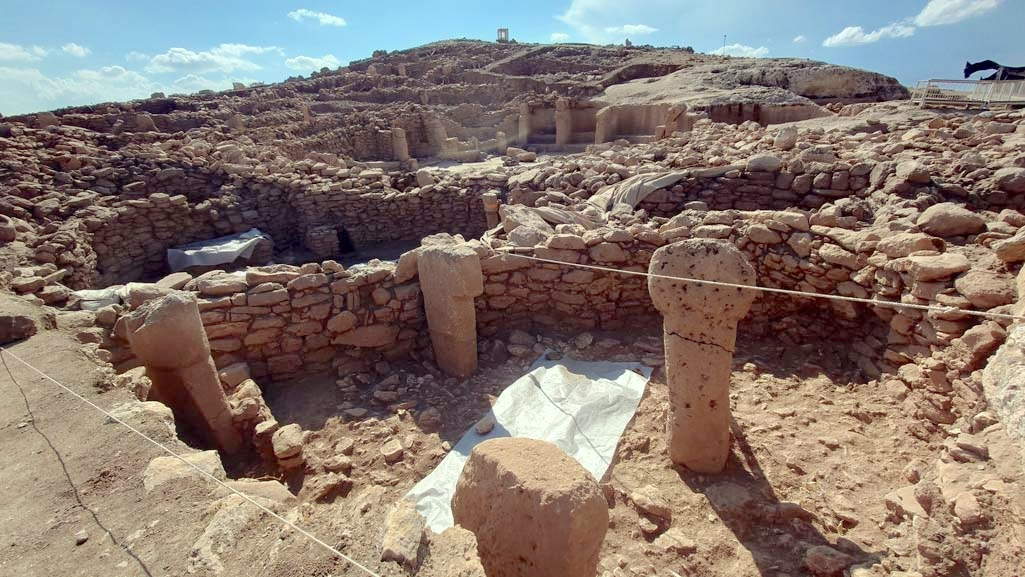
Pilars amb forma de T a Karahan Tepe.

Necmi Karul, arqueòleg de la Universitat d'Istanbul, va dir a l'Agència Anadolu el 2019: "L'any passat, es van reprendre els treballs d'excavació a Karahantepe [Kectepe], a uns 60 km d'on es troba Göbeklitepe, i hi vam trobar rastres d'estructures especials, obeliscs, escultures d'animals, i descripcions, així com simbolisme similar”.
Existeix una estructura que es va tallar a la roca amb unes dimensions de 8×6 metres, que es creu que tenia finalitats especials. Hi ha un cap humà al mig del llarg mur de l'edifici. El cap representa un home, el coll del qual s'assembla a una serp, que sobresurt de la roca. Davant d'aquest cap, s'hi van construir quatre obeliscs en forma de fal·lus a la primera fila i sis a la posterior. A l'edifici s'hi baixava per una banda amb una escala i des de l'altra s'hi accedia per una altra escala. Es pensa que l'edifici tenia una funció ritual. El lloc es va omplir de sediment i runes en algun moment del passat, el que ha permès de conservar l'espai de columnes. Aquestes estructures han estat descrites com a "tòtems fàl·lics".

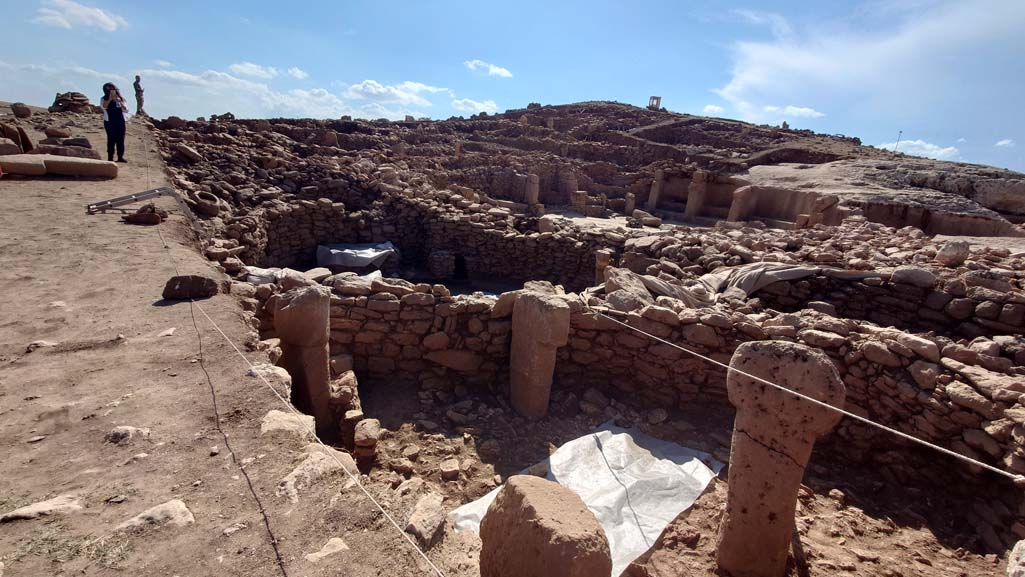
Visió del jaciment.

A Karahantepe, el farciment arqueològic cobreix una superfície de gairebé 10 hectàrees, que augmenta en cinc hectàrees més si s'hi inclouen les pedreres d'on es van extreure les columnes en forma de T. Al vessant oest del turó, emprat a l'època com a pedrera, hi ha un pilar inacabat de 5,5 m d'alçada, que sens dubte donarà informació de les tècniques utilitzades. A diferència de Göbekli Tepe, aquest jaciment utilitza un turó natural i els bancs són excavat a la roca calcària; també hi trobem pilars disposats en un passadís (mentre que a Göbekli Tepe, formen sempre un cercle).
La Universitat d'Istanbul va revelar el 2021 que, durant el procés d'abandonament premeditat del jaciment, algunes de les estàtues humanes havien estat decapitades, se'ls havia tallar el nas i els caps s'havien col·locat al revés mirant cap a les parets. La gran sala central és una circumferència de 23 metres de diàmetre, el sostre del qual estava sostingut per dos grans pilars en forma de T, actualment enderrocats sobre el paviment. S'ha cregut que en aquest recinte seria on s'hi ubicaria el tron del líder de la comunitat o la divinitat en qüestió. Tot i que s'han trobat tant escultures d'animals com d'humans en pedra calcària, en una segona fase cronològica hi desapareixen les figures zoomòrfiques a favor de les antropomòrfiques.
Karahan Tepe va ser ocupat durant el IX mil·lenni aC. Segons Bahattin Çelik, el turó es trobava en una zona favorable per a la caça en aquell moment, perquè estava situat entre la plana de Harran i el paisatge muntanyós.